# Verwantschappen
Verwantschappen (Family ties) is een kunstwerk in het Amsterdamse Bos.
De groep van elf beelden is afkomstig van kunstenaar Serge Verheugen en dateert van 2013/2014. Verheugen liet zich inspireren door het in het bos aanwezige hout. De beeldengroep heeft als centraal thema "Ieder is uniek gebouwd, doch uit gelijke blokken", zoals een plaquette op een afgehakte boomstronk vermeld. Het kunstwerk is gemaakt door de kunstenaar in samenwerking met bezoekers van het bos, die mee wilden werken in workshops. Door het gebruik van natuurlijk materiaal zal de beeldengroep weer langzaam opgaan in het bos. In deze groep zijn Andy Moral (mens) en Rex Tough (hond) niet terug te vinden, terwijl zij in meerdere van Verheugens beelden zijn terug te vinden zijn. 
Nabij het kunstwerk staat dat het niet bedoeld is als klimobject; dat in tegenstelling tot Birth of change van dezelfde kunstenaar in hetzelfde bos. Verheugen maakte in 2011 ook al het vier meter hoge beeld Grow (Groei), waarin Andy en Rex als baasje met hond wel zijn afgebeeld. Het werd geplaatst nabij de geitenboerderij.

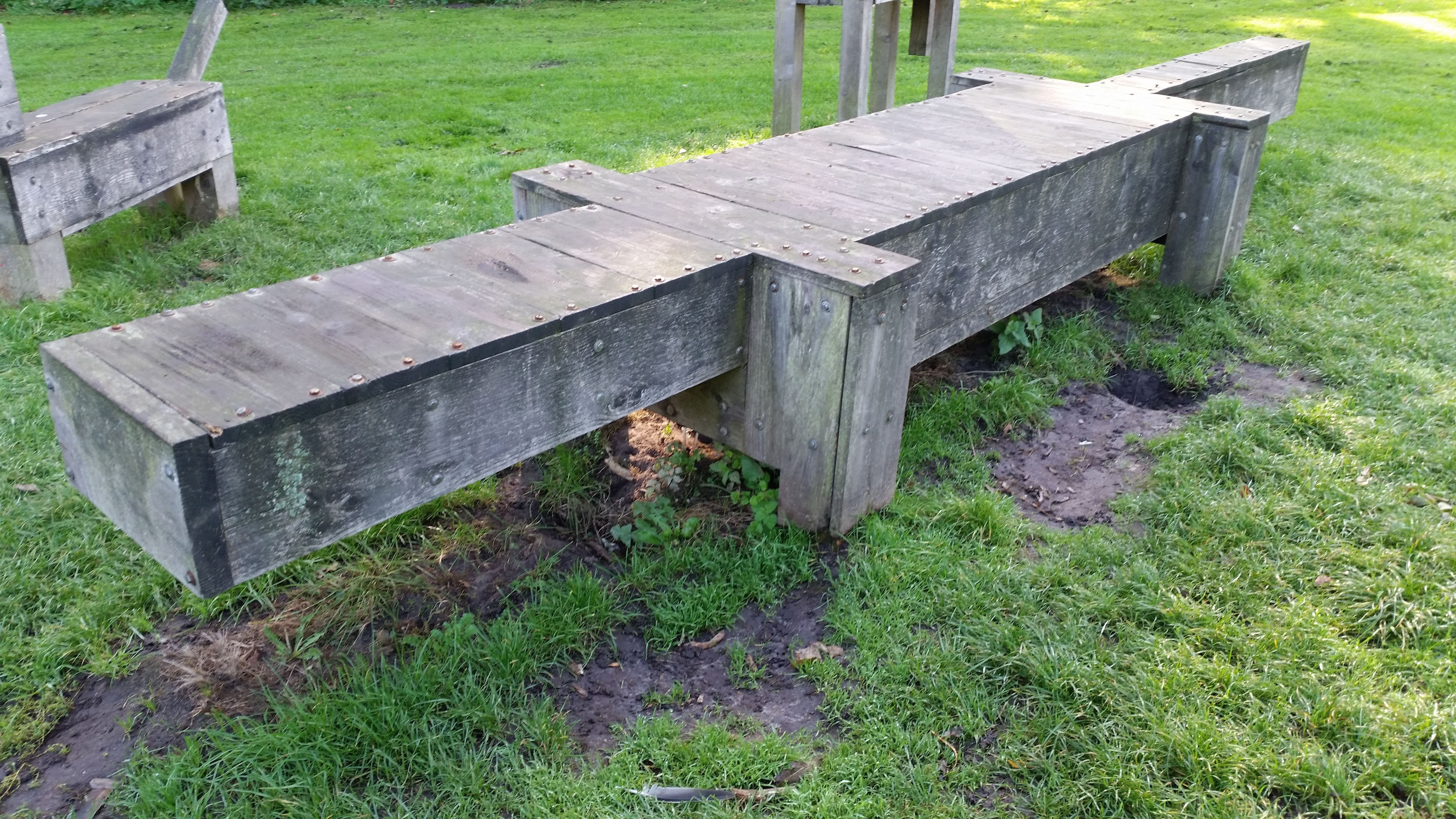
Krokodil uit Verwantschappen (oktober 2018)